# Stazione meteorologica di Passo Rolle
La stazione meteorologica di Passo Rolle è la stazione meteorologica di riferimento per il Servizio Meteorologico dell'Aeronautica Militare e per l'Organizzazione Mondiale della Meteorologia, relativa all'area montana del valico alpino di Passo Rolle.

## Storia
La stazione meteorologica iniziò la sua attività il 14 novembre 1949, sia per lo studio e l'analisi climatica della corrispondente area montana delle Alpi che per l'assistenza alla navigazione aerea.
Inizialmente ubicato presso la sede del soccorso alpino della Guardia di Finanza, fu successivamente spostato in una vicina baracca di legno, a seguito della demolizione della palazzina su cui si trovava precedentemente. Dal 17 novembre 1959 ebbe la propria definitiva ubicazione nella nuova sede realizzata dall'Aeronautica Militare.
La stazione meteorologica rimase temporaneamente inattiva tra il 31 ottobre 1996 e il 30 settembre 1998.

## Caratteristiche
La stazione meteorologica si trova nell'Italia nord-orientale, in Trentino-Alto Adige, in provincia di Trento, nel territorio comunale di Siror, a 2.006 metri s.l.m. e alle coordinate geografiche 46°17′49.88″N 11°47′15.32″E. L'esatta ubicazione è a circa 200 metri dalla strada statale del Passo Rolle, da cui è raggiungibile attraverso una strada privata di servizio, spesso impraticabile per la presenza di ghiaccio e neve.
Il teleposto di montagna, in attività 24 ore su 24, oltre a svolgere assistenza alla navigazione aerea effettua rilevazioni orarie con osservazioni sullo stato del cielo (nuvolosità in chiaro) e su temperatura, precipitazioni, umidità relativa, pressione atmosferica con valore normalizzato al livello del mare, direzione e velocità del vento. La stazione meteorologica fa parte della rete RBSN (Regional Basic Synoptic Network) dell'Organizzazione Meteorologica Mondiale.

## Medie climatiche ufficiali

### Dati climatologici 1971-2000
In base alle medie climatiche del periodo 1971-2000, le più recenti in uso, la temperatura media del mese più freddo, febbraio, è di -4,4 °C, mentre quella del mese più caldo, luglio, è di +11,5 °C; mediamente si contano 193 giorni di gelo all'anno e zero giorni con temperatura massima uguale o superiore ai +30 °C. I valori estremi di temperatura registrati nel medesimo trentennio sono i -24,8 °C del marzo 1971 e i +25,4 °C del luglio 1983.
Le precipitazioni medie annue si attestano a 1.027 mm, mediamente distribuite in 114 giorni di pioggia, con minimo relativo in inverno, picco massimo in estate e massimo secondario in autunno per gli accumuli.
L'umidità relativa media annua fa registrare il valore di 69,3 % con minimo di 61 % a dicembre e massimi di 73 % ad aprile, a maggio, a giugno e ad agosto; mediamente si contano 176 giorni di nebbia all'anno.
Di seguito è riportata la tabella con le medie climatiche e i valori massimi e minimi assoluti registrati nel trentennio 1971-2000 e pubblicati nell'Atlante Climatico d'Italia del Servizio Meteorologico dell'Aeronautica Militare relativo al medesimo trentennio.
| Passo Rolle (1971-2000)         | Mesi         | Mesi         | Mesi         | Mesi         | Mesi         | Mesi        | Mesi        | Mesi        | Mesi        | Mesi        | Mesi         | Mesi         | Stagioni | Stagioni | Stagioni | Stagioni | Anno    |
| Passo Rolle (1971-2000)         | Gen          | Feb          | Mar          | Apr          | Mag          | Giu         | Lug         | Ago         | Set         | Ott         | Nov          | Dic          | Inv      | Pri      | Est      | Aut      | Anno    |
| ------------------------------- | ------------ | ------------ | ------------ | ------------ | ------------ | ----------- | ----------- | ----------- | ----------- | ----------- | ------------ | ------------ | -------- | -------- | -------- | -------- | ------- |
| T. max. media (°C)              | −1,3         | −0,9         | 1,0          | 3,4          | 8,5          | 12,4        | 15,4        | 15,2        | 11,6        | 7,4         | 2,3          | 0,1          | −0,7     | 4,3      | 14,3     | 7,1      | 6,3     |
| T. min. media (°C)              | −7,2         | −7,8         | −5,9         | −3,2         | 1,4          | 4,7         | 7,5         | 7,6         | 4,6         | 1,2         | −3,7         | −5,8         | −6,9     | −2,6     | 6,6      | 0,7      | −0,6    |
| T. max. assoluta (°C)           | 10,6 (1999)  | 10,0 (1980)  | 12,3 (1990)  | 13,1 (1994)  | 19,1 (1996)  | 22,4 (1996) | 25,4 (1983) | 23,8 (1974) | 21,4 (1987) | 19,2 (1986) | 14,0 (1992)  | 12,4 (1994)  | 12,4     | 19,1     | 25,4     | 21,4     | 25,4    |
| T. min. assoluta (°C)           | −23,4 (1979) | −21,2 (1991) | −24,8 (1971) | −13,8 (1986) | −10,8 (1979) | −3,8 (1986) | −0,8 (2000) | −2,8 (1986) | −5,6 (1971) | −9,2 (1974) | −17,2 (1998) | −18,4 (1986) | −23,4    | −24,8    | −3,8     | −17,2    | −24,8   |
| Giorni di calura (Tmax ≥ 30 °C) | 0            | 0            | 0            | 0            | 0            | 0           | 0           | 0           | 0           | 0           | 0            | 0            | 0        | 0        | 0        | 0        | 0       |
| Giorni di gelo (Tmin ≤ 0 °C)    | 30           | 28           | 29           | 25           | 11           | 2           | 0           | 1           | 3           | 12          | 24           | 28           | 86       | 65       | 3        | 39       | 193     |
| Precipitazioni (mm)             | 39,1         | 42,6         | 44,4         | 63,2         | 101,0        | 130,7       | 138,5       | 116,1       | 117,1       | 131,2       | 60,7         | 41,9         | 123,6    | 208,6    | 385,3    | 309,0    | 1 026,5 |
| Giorni di pioggia               | 6            | 5            | 8            | 10           | 14           | 15          | 13          | 12          | 9           | 9           | 7            | 6            | 17       | 32       | 40       | 25       | 114     |
| Giorni di nebbia                | 10           | 10           | 14           | 18           | 19           | 17          | 15          | 15          | 17          | 18          | 13           | 10           | 30       | 51       | 47       | 48       | 176     |
| Umidità relativa media (%)      | 63           | 66           | 68           | 73           | 73           | 73          | 72          | 73          | 72          | 71          | 66           | 61           | 63,3     | 71,3     | 72,7     | 69,7     | 69,3    |

### Dati climatologici 1961-1990
In base alla media trentennale di riferimento 1961-1990, ancora in uso per l'Organizzazione meteorologica mondiale e definita Climate Normal (CLINO), la temperatura media del mese più freddo, febbraio, si attesta a -4,8 °C; quella del mese più caldo, luglio, è di +10,6 °C. Nel medesimo trentennio, la temperatura minima assoluta ha toccato i -24,8 °C nel marzo 1971 (media delle minime assolute annue di -17,8 °C), mentre la massima assoluta ha fatto registrare i +25,4 °C nel luglio 1983 (media delle massime assolute annue di +21,1 °C).
La nuvolosità media annua si attesta a 4,5 okta, con minimo di 3,5 okta a dicembre e massimo di 5,6 okta a maggio.
Le precipitazioni medie annue sono superiori ai 1.000 mm, distribuite mediamente in 115 giorni, con minimo in inverno (neve) e picco in estate (frequenti temporali).
L'umidità relativa media annua fa registrare il valore di 70,8 % con minimo di 62 % a dicembre e massimi di 77 % ad aprile e a maggio.
| Passo Rolle (1961-1990)     | Mesi         | Mesi         | Mesi         | Mesi         | Mesi         | Mesi        | Mesi        | Mesi        | Mesi        | Mesi         | Mesi         | Mesi         | Stagioni | Stagioni | Stagioni | Stagioni | Anno    |
| Passo Rolle (1961-1990)     | Gen          | Feb          | Mar          | Apr          | Mag          | Giu         | Lug         | Ago         | Set         | Ott          | Nov          | Dic          | Inv      | Pri      | Est      | Aut      | Anno    |
| --------------------------- | ------------ | ------------ | ------------ | ------------ | ------------ | ----------- | ----------- | ----------- | ----------- | ------------ | ------------ | ------------ | -------- | -------- | -------- | -------- | ------- |
| T. max. media (°C)          | −1,6         | −1,6         | 0,3          | 3,1          | 8,1          | 12,0        | 14,7        | 14,2        | 11,8        | 7,9          | 2,1          | −0,8         | −1,3     | 3,8      | 13,6     | 7,3      | 5,9     |
| T. min. media (°C)          | −7,7         | −7,9         | −6,2         | −3,3         | 1,1          | 4,5         | 6,4         | 6,4         | 4,7         | 1,5          | −3,4         | −6,4         | −7,3     | −2,8     | 5,8      | 0,9      | −0,9    |
| T. max. assoluta (°C)       | 9,7 (1989)   | 10,0 (1980)  | 12,3 (1990)  | 13,6 (1968)  | 19,2 (1967)  | 22,3 (1968) | 25,4 (1983) | 23,8 (1974) | 21,4 (1987) | 19,2 (1986)  | 15,2 (1970)  | 10,4 (1985)  | 10,4     | 19,2     | 25,4     | 21,4     | 25,4    |
| T. min. assoluta (°C)       | −23,4 (1979) | −21,0 (1986) | −24,8 (1971) | −15,0 (1970) | −11,1 (1962) | −6,2 (1962) | −2,2 (1970) | −2,8 (1986) | −5,6 (1971) | −10,3 (1970) | −16,3 (1971) | −18,6 (1962) | −23,4    | −24,8    | −6,2     | −16,3    | −24,8   |
| Nuvolosità (okta al giorno) | 3,7          | 4,1          | 4,6          | 5,4          | 5,6          | 5,4         | 4,9         | 4,7         | 4,4         | 4,0          | 4,1          | 3,5          | 3,8      | 5,2      | 5,0      | 4,2      | 4,5     |
| Precipitazioni (mm)         | 43,1         | 43,0         | 54,1         | 64,1         | 108,6        | 133,2       | 147,7       | 140,1       | 106,9       | 93,3         | 83,5         | 39,4         | 125,5    | 226,8    | 421,0    | 283,7    | 1 057,0 |
| Giorni di pioggia           | 7            | 6            | 8            | 10           | 13           | 15          | 14          | 12          | 8           | 8            | 8            | 6            | 19       | 31       | 41       | 24       | 115     |
| Umidità relativa media (%)  | 63           | 68           | 70           | 77           | 77           | 75          | 73          | 76          | 73          | 71           | 65           | 62           | 64,3     | 74,7     | 74,7     | 69,7     | 70,8    |

## Valori estremi

### Temperature estreme mensili dal 1951 ad oggi
Nella tabella sottostante sono riportate le temperature massime e minime assolute mensili, stagionali ed annuali dal 1951 ad oggi, con il relativo anno in cui si queste si sono registrate. La massima assoluta del periodo esaminato di +25,4 °C risale al luglio 1983, mentre la minima assoluta di -24,8 °C è del marzo 1971.
| Passo Rolle (1951-2023) | Mesi         | Mesi         | Mesi         | Mesi         | Mesi         | Mesi        | Mesi        | Mesi        | Mesi        | Mesi         | Mesi         | Mesi         | Stagioni | Stagioni | Stagioni | Stagioni | Anno  |
| Passo Rolle (1951-2023) | Gen          | Feb          | Mar          | Apr          | Mag          | Giu         | Lug         | Ago         | Set         | Ott          | Nov          | Dic          | Inv      | Pri      | Est      | Aut      | Anno  |
| ----------------------- | ------------ | ------------ | ------------ | ------------ | ------------ | ----------- | ----------- | ----------- | ----------- | ------------ | ------------ | ------------ | -------- | -------- | -------- | -------- | ----- |
| T. max. assoluta (°C)   | 10,6 (1999)  | 12,0 (1953)  | 12,6 (1957)  | 16,4 (2005)  | 21,0 (2001)  | 23,2 (2019) | 25,4 (1983) | 24,0 (1958) | 21,4 (1987) | 19,2 (1986)  | 15,2 (1970)  | 12,5 (1955)  | 12,5     | 21,0     | 25,4     | 21,4     | 25,4  |
| T. min. assoluta (°C)   | −23,4 (1979) | −24,2 (1956) | −24,8 (1971) | −17,0 (2003) | −11,1 (1962) | −6,2 (1962) | −2,2 (1970) | −2,8 (1986) | −5,6 (1971) | −11,0 (2003) | −17,2 (1998) | −19,0 (2009) | −24,2    | −24,8    | −6,2     | −17,2    | −24,8 |